# باغ ایرانی پاسارگاد
باغ ایرانی پاسارگاد یکی از بخش‌های مجموعه پاسارگاد است که آن را ریشه معماری باغ‌های ایرانی دانسته‌اند.
براساس آنچه در متون تاریخی آمده، در زمان ساخت این باغ، کوروش بزرگ شخصاً دستور داده بود که باغ پاسارگاد چگونه ایجاد شود و درخت‌ها نیز به چه شکل کاشته شوند، یعنی هندسی‌سازی باغ و ساختار فضایی آن از نگاه کوروش به باغ ایرانی اقتباس شده‌است.
تحلیل‌های منظرین مبتنی بر اسناد تاریخی و باستانشناسی حاکی از آن است که کلیه بناهای دشت پاسارگاد در یک ساختار منظم فضایی احداث شده‌اند و باغی وسیع بر کلیه عناصر احاطه داشته است. «باغ شاهی» تنها بخش کوچکی از این مجموعه وسیع بوده و به بیان دیگر در پاسارگاد با یک طرح «باغ در باغ» روبرو هستیم.
آثاری در تخت جمشید پیدا شده‌اند که نشان می‌دهند، احتمالاً باغ جلوی صفه قرار داشته و سپس در دوره ساسانیان باغ‌ها در جلوی کاخ‌ها و معابد شکل گرفتند و این موضوع در دوره اسلامی نیز ادامه می‌یابد که الگوی تمام این‌ها باغ پاسارگاد بوده‌است.

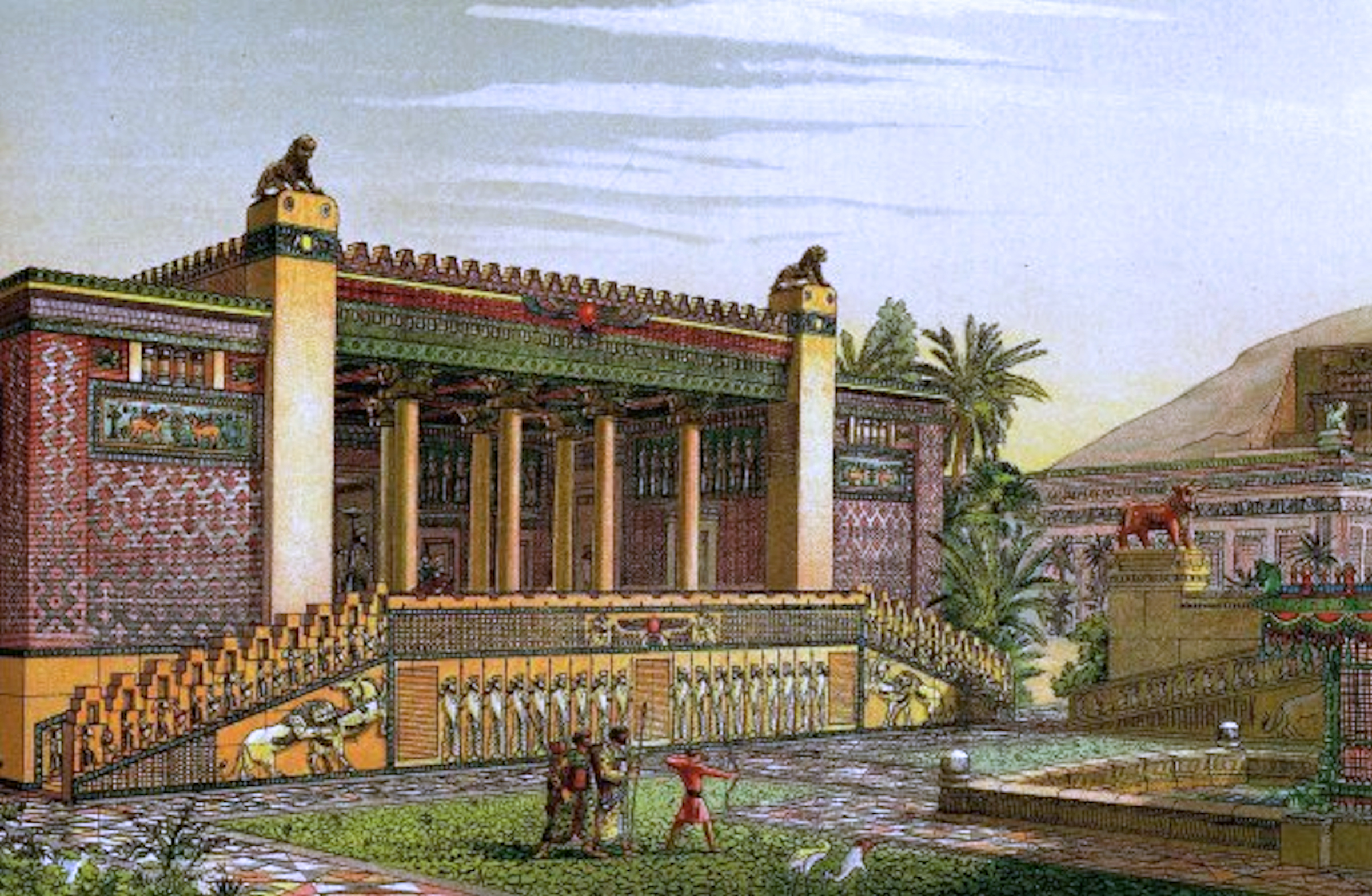
باغ مقابل کاخ داریوش سوم در تخت جمشید

## الگوی احتمالی مجموعه باغهای پاسارگاد
استروناخ به درستی دریافته بود که نظمی منطقی بر مجموعه حاکم است اما او نتوانست رابطه‌ای بین بناهای پراکنده در دشت پیدا کند. او تنها به ترسیم باغی کوچک در جلوی کاخ اختصاصی کوروش بسنده کرد. او در گزارش خود می‌نویسد: «ترتیب و جهت قرار گرفتن این سه بنای کلیدی همه چیز می‌تواند باشد، مگر تصادفی و اتفاقی، و از ارتباط نزدیکی که میان باغ‌ها، کوشکها و کاخ‌ها، حداقل در یک منطقه وجود دارد، شاید بتوان به امکان وجود یک نقشه اصلی استادانه و به دقت درک شده، فکر کرد». (استروناخ، 1379: 69) شاید اگر استروناخ با دیدگاهی کل نگر به مجموعه نگریسته بود می‌توانست پاسخ سؤال خود را بیابد.
به لطف آبنماهای سنگی که تاکنون باقی‌مانده، می‌توان به قطعیت در خصوص وجود باغ در پاسارگاد صحبت کرد. از سوی دیگر به لطف آثار - هرچند اندک- باقی‌مانده می‌توان تحلیلی منظرین ارائه کرد و به طرحی دست یافت که احتمالاً با واقعیت پاسارگاد در عهد هخامنشیان سازگار است.
در طرح احتمالی ارائه شده در مقاله کشف ساختار فضایی و منظرین مجموعه پاسارگاد، مقبره کوروش در یک سر باغ و عمارت تل تخت در سوی دیگر آن واقع شده است. باغ اختصاصی و کوشک‌ها در میانه باغ قرار گرفته‌اند و محورها با بناهای موجود تطابق دقیقی دارند. دروازه R و پلی که اکنون بخشی از آن باقی‌مانده کاملاً در این هندسه جای گرفته‌اند و خوانایی مجموعه به طرز فوق‌العاده ای افزایش یافته است.
از نظر «استقرار در هندسه ارائه شده» همه بناها (به جز آثار دوره اسلامی) در تطابق کامل با نظم ارائه شده هستند.